# Mercury-Atlas 7
A Mercury-Atlas 7 (MA-7) foi a quarta missão espacial tripulada do Programa espacial dos Estados Unidos, usando um foguete Atlas LV-3B. Ela ocorreu em 24 de maio de 1962, levando Scott Carpenter como astronauta. Essa missão, parte do Programa Mercury, foi responsável por colocar o segundo astronauta Norte americano em órbita da Terra. A espaçonave foi batizada como Aurora 7 pelo astronauta Scott Carpenter, seguindo o mesmo protocolo usado por seus antecessores.
O lançamento da MA-7 foi efetuado a partir do Centro de lançamento de Cabo Canaveral na Flórida.
Depois da fase de voo conduzida pelo foguete, a espaçonave com o astronauta a bordo se separou e prosseguiu num voo orbital, a velocidade de 7 844 m/s, com a altitude variando entre 154 e 260 km. O voo executou três órbitas em 88,3 minutos, antes de reentrar na atmosfera e pousar suavemente por intermédio de paraquedas, um pequeno desvio de rota na reentrada, fez com que a amerrissagem ocorresse 400 km distante da área de pouso planejada, o que causou um pequeno atraso no resgate do astronauta e da espaçonave, no Oceano Atlântico.

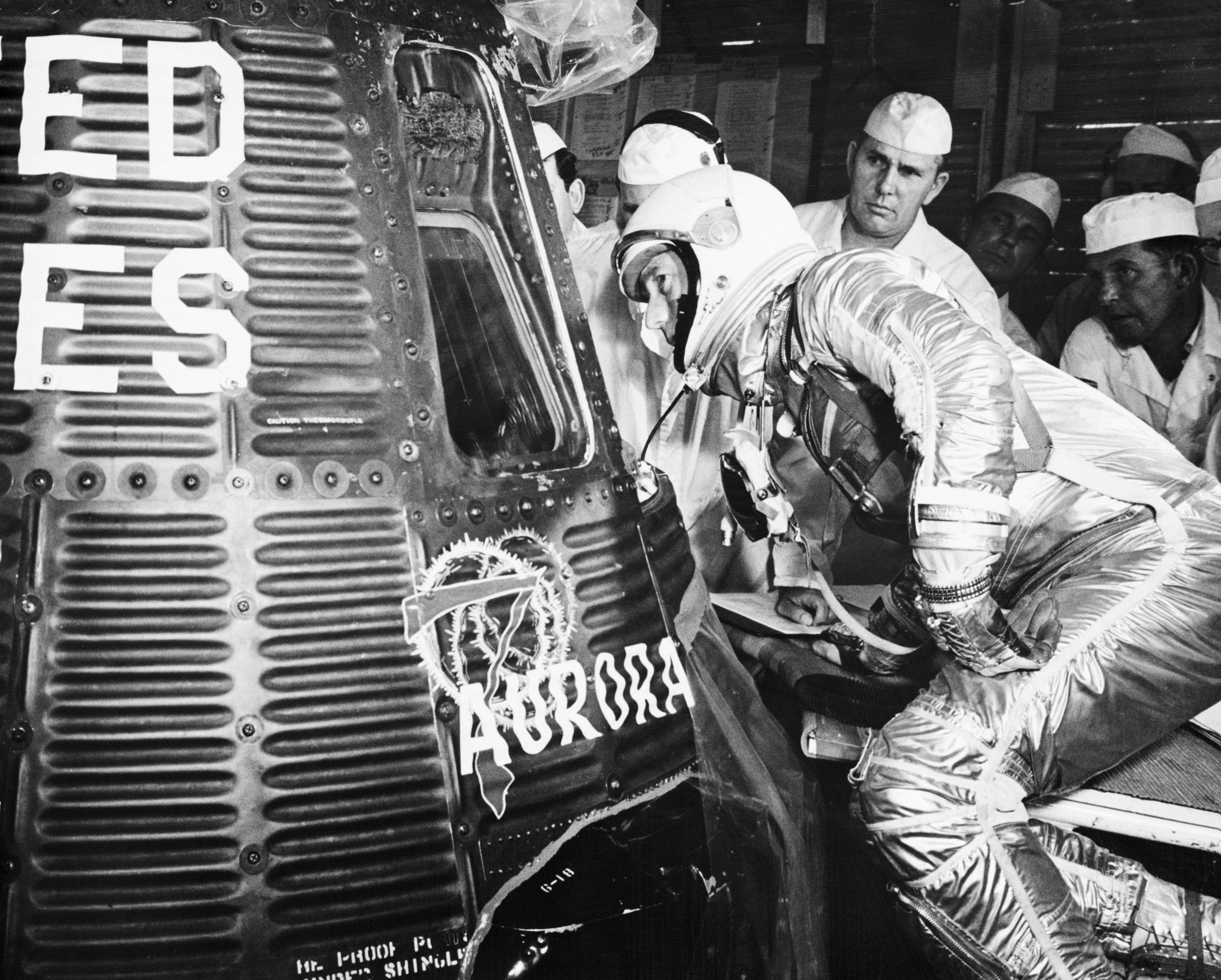
Scott Carpenter entrando na capsula Aurora 7.

A espaçonave Mercury usada nessa missão (a de número 18), está atualmente em exposição no Museum of Science and Industry em Chicago, Illinois. Salvo o pequeno desvio de rota na reentrada e o consequente atraso no resgate, o voo, foi bem sucedido em todos os demais aspectos.